# Kaartenmaken
Kaartenmaken is een hobby die bestaat uit het maken van wenskaarten.

## 3D kaarten

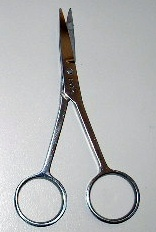
Hobbyschaartje

Bij 3D kaarten wordt een afbeelding in laagjes op elkaar geplakt door middel van foamblokjes of 3D kit. Per kaart worden er ongeveer drie à vier afbeeldingen gebruikt en per laag blijft er steeds minder van de afbeelding over waardoor er diepte ontstaat in de tekening; dit noemen ze driedimensionaal.
Bij het maken van 3D kaarten wordt vaak gebruikgemaakt van verschillende soorten papier of karton. Ook worden kaarten vaak verluchtigt met stickers met een tekst als 'Sterkte', 'Beterschap' etc.
Gereedschap dat bij het kaartenmaken bijna onmisbaar is, is als eerste een fijnknippend hobbyschaartje. Ook is een fijn hobbymesje handig bij het uitsnijden van fijne plaatjes.

## Borduren
Om kaarten te borduren zijn veel patroontjes beschikbaar, onder andere op internet.

## Embossing
Embossing betekent letterlijk: reliëf aanbrengen. Dit reliëf dat door middel van mallen / sjablonen of stencils wordt aangebracht op de kaart, kan worden ingekleurd met aquarelpotloden of speciale embossing-chalks. 
Benodigdheden:
- Een lichtbak
- Een embossingpen (verkrijgbaar in diverse diktes)
- Een embossingssjabloon of mal / stencil
- Een waxinelichtje
- Een enkele kaart of dubbele kaart
- Aquarelpotloden of vetkrijt

### Werkwijze
Na het uitkiezen van een sjabloon (een enkele of dubbele kaart) wordt de achterkant van de kaart bewerkt met wax (van een waxinelichtje) zodat de embossingpen makkelijker over het papier glijdt. Hierna wordt het sjabloon/malletje/stencil op de verlichte lichtbak gelegd. Hierop wordt de kaart met de achterzijde boven op de lichtbak geplaatst en wordt met de embossingpen de lijnen van de mal gevolgd. Hierdoor wordt het reliëf naar buiten gedrukt. Na afloop wordt de kaart omgedraaid en is het reliëfresultaat te zien. Dit kan daarna worden ingekleurd met aquarelpotlood of vetkrijt. Hierna kan de kaart verder worden afgewerkt.